# 柯石英

柯石英（英語：Coesite）

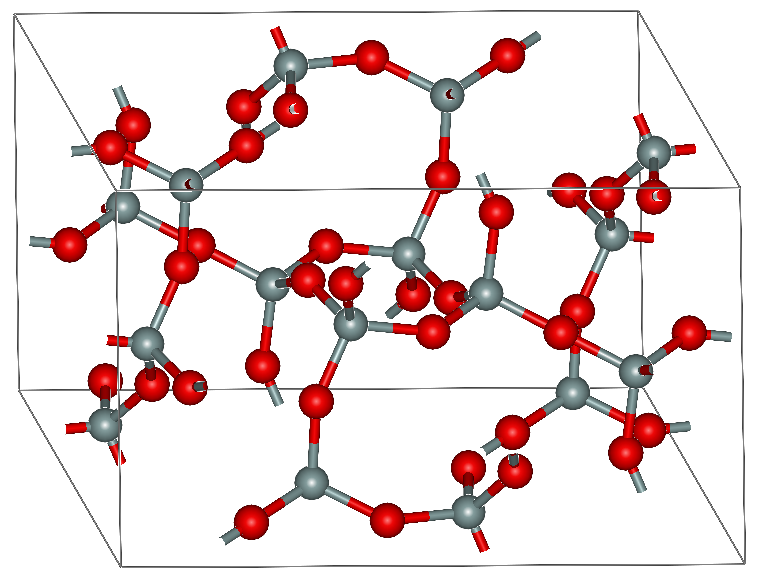
柯石英
原子構造圖

是二氧化矽 SiO2 的一種形式（多晶型物），當對石英施加非常高的壓力（2-3 吉帕斯卡）和中等高溫（700°C，1,300°F）時形成。 柯石英首先由諾頓公司的化學家 Loring Coes Jr. 於 1953 年合成。.

## 產地
1960 年，Edward C. T. Chao 與Eugene Shoemaker在美國亞利桑那州巴林杰（英語：Barringer）隕石坑 找到了自然形成的柯石英，這證明該隕石坑一定是由撞擊形成的。此後若柯石英在未變質岩石中找到，就證明為是隕石撞擊或原子彈爆炸的證據。
在變質岩中，柯石英最初被發現是從地幔來的榴輝岩中的捕虏岩。 被上升的岩漿攜帶到地面。在金伯利岩（英語：kimberlite）
中這類捕虏岩很多。柯石英是屬高壓礦物，代表超高壓變質作用的最佳指標礦物之一。這種超高壓變質岩通常在隱沒帶造成。當地殼岩石被帶到 70 公里（43 英里）或更深的深度。就能造成柯石英。柯石英是在高於約 2.5 GPa (25 kbar) 的壓力和高於約 700 °C 的溫度下形成的。相對應於地球約 70 公里的深度。當含柯石英的岩石被抬升到地表時，柯石英顆粒的表面會轉換成石英。能對顆粒内部施壓，進而保護顆粒内部，在減壓下不穩定的柯石英。這就形成柯石英包裹體， 而周邊石英具有多晶型的特徵。
很多世界各地的超高壓變質岩中發現柯石英，包括意大利西部阿爾卑斯山的多拉邁拉（英語：Dora Maira），德國的厄爾士山脈（英語：Erzgebirge）. 南極洲的蘭特曼山脈（英語：Lanterman Range），哈薩克斯坦的科克切塔夫地塊（英語：Kokchetav Massif），挪威西部片麻岩地區，中國東部大別山山脈，巴基斯坦東部喜馬拉雅山脈，和佛蒙特州Vermont 阿巴拉契亞山脈Appalachian Mountains。。

## 結晶構造
柯石英是一種四面體中每個矽原子被四個氧原子包圍的網狀矽酸鹽。 然後每個氧原子與兩個Si原子形成框架。 在單位晶體中，矽原子有兩個不同的位置而氧原子有五個不同的位置。 儘管單位晶體在形狀上接近於六邊形，但它本質上是單斜晶體。 柯石英的晶體結構與長石相似，這種結構在石英的穩定環境內是亞穩定狀態的，柯石英會變回石英，隨之體積會增加。這種變質在地球表面的低溫下進行得非常緩慢。